# Spurgeon (Indiana)
Spurgeon es un pueblo ubicado en el condado de Pike en el estado estadounidense de Indiana. En el Censo de 2010 tenía una población de 207 habitantes y una densidad poblacional de 456,7 personas por km².

## Geografía
Spurgeon se encuentra ubicado en las coordenadas 38°15′20″N 87°15′34″O / 38.25556, -87.25944. Según la Oficina del Censo de los Estados Unidos, Spurgeon tiene una superficie total de 0.45 km², de la cual 0.45 km² corresponden a tierra firme y (0%) 0 km² es agua.

## Demografía
Según el censo de 2010, había 207 personas residiendo en Spurgeon. La densidad de población era de 456,7 hab./km². De los 207 habitantes, Spurgeon estaba compuesto por el 95.65% blancos, el 0% eran afroamericanos, el 0% eran amerindios, el 0% eran asiáticos, el 0% eran isleños del Pacífico, el 3.86% eran de otras razas y el 0.48% pertenecían a dos o más razas. Del total de la población el 3.38% eran hispanos o latinos de cualquier raza.